# Hypnodendron tricostatum
Hypnodendron tricostatum là một loài Rêu trong họ Hypnodendraceae. Loài này được (Sull.) A. Jaeger mô tả khoa học đầu tiên năm 1880.